# Boarmia eudela
Boarmia eudela là một loài bướm đêm trong họ Geometridae.